# 一風亭初月
一風亭 初月（いっぷうてい はづき、本名：森本（岩城）範子、1967年11月28日 - 2025年3月21日）は、和歌山県出身の日本の浪曲の曲師である。浪曲親友協会理事。

## 来歴
和歌山市出身。英知大学文学部英文学科卒業。大学進学で大阪に出て、歌舞伎や松竹新喜劇などにふれ生の舞台に関心を持ち、浪曲に興味を持つようになる。会社員を経て1998年10月に藤信初子に入門。入門時点で三味線の経験はなかった。2000年9月ワッハ上方で幸いってんの伴奏として出弾きでデビュー。2001年に師匠の前名の一風亭今若から亭号を、師匠の名前から「初」の字をもらって「一風亭初月」となる。幸いってん、春野恵子、菊地まどか、沢村さくらと共に若手浪曲ユニット「浪曲新星 新宣組」で活動。デビュー時から出弾き（衝立に隠れず、客席から見える形で三味線を弾く）ことにこだわった。
春野百合子、京山幸枝若（2代目）、春野恵子をはじめ、若手からベテランまで数多くの浪曲師の曲師を務めた。若手浪曲師や曲師の育成にも務め、一般への浪曲の普及にも熱心に携わった。
2025年3月23日、急病のため自宅で死去しているのが発見された。亡くなったのは21日、発見されたのは23日とみられる。前年から体調不良を訴えていたが表に出すことなく仕事をこなしていた。浪曲親友協会からは26日に訃報が公表された。生前最後の出演は3月21日に吹田市で行われた京山幸乃の会である。幸枝若が2024年に人間国宝になり浪曲界を共に盛り上げてゆこうとする中での急逝で、関係者は深い悲しみにくれた。29日に家族葬が執り行われた。
5月7日、幸枝若の許可を得た関係者により「お別れの会」が開かれている。

## 受賞
- 大阪文化祭賞奨励賞（2008年）[3]
- 大阪府知事賞（2015年）[3]

## 出演
- ぐっさん家（東海テレビ）- ナレーター・春野恵子の曲師として出演。2025年4月12日放送分が最終出演となった。